# Ekkehard Tertsch
Ekkehard Tertsch (Trieste, 3 de agosto de 1906-Madrid, 30 de agosto de 1989) fue un diplomático y periodista hispano-austriaco, miembro del Partido Nazi.

## Biografía
Nacido en Trieste —entonces una ciudad del Imperio Austrohúngaro—, cursó estudios de filosofía en la Universidad de Viena; tras finalizar su formación universitaria, entre 1926 y 1928 realizó un curso en la Konsularakademie de Viena. Comenzó su vida laboral como secretario del banquero e industrial vienés Hermann Oppenheim. En marzo de 1933 se afilió al Partido nazi (NSDAP) en Austria, aunque, tras la prohibición del NSDAP en territorio austriaco llegó ofrecerse a Alemania como espía. En 1936 se trasladó a Londres, donde trabajó como marchante de arte. Con posterioridad la Gestapo investigó a Tertsch y sospechó que podía haber estado trabajando como informador de los servicios de inteligencia y la policía austriacos. Tras el Anschluss de Austria en 1938, regresó a Viena e ingresó en las Sturmabteilung (SA).
En 1940 entró en el servicio diplomático alemán, siendo destinado en la embajada de Zagreb al año siguiente. En 1943 fue destinado a la embajada de Madrid y nombrado jefe adjunto de la delegación de prensa, a las órdenes de Josef Hans Lazar. La oficina de prensa nazi en Madrid desplegó una gran actividad bajo la dirección de Lazar, quien llegó a controlar a una gran parte de la prensa española durante la Segunda Guerra Mundial. Tertsch fue detenido por la Gestapo tras el atentado del 20 de julio ante las sospechas —falsas— de que estuviese implicado en el intento de asesinato de Hitler. Inicialmente fue encarcelado en la cárcel de la calle Lehrterstraße, en el barrio de Moabit, en Berlín y unos meses después fue enviado al campo de concentración de Sachsenhausen, donde permaneció hasta el final de la contienda en la primavera de 1945.
Posteriormente regresaría a España y pasó a dedicarse principalmente al periodismo, especializándose en materia económica y financiera. En 1946 fundó el Spanish Economic News Service (SENS), un boletín mensual enfocado en información económica sobre España. También fundaría otra publicación, el Informe Económico Internacional Urgente. Se convirtió en corresponsal del diario Die Presse y, desde 1949, también fue asesor de la misión diplomática austriaca en España.
Contrajo matrimonio con Felisa María del Valle de Lersundi y del Valle, con la que tuvo tres hijos. Uno de ellos es el periodista Hermann Tertsch.
Falleció en Madrid en 1989.